# R-29
R-29 (NATO-rapporteringsnamn SS-N-8 Sawfly) var en sovjetisk ubåtsbaserad ballistisk robot som utgjorde huvudbeväpningen på ubåtarna i Projekt 667B Murena och Projekt 667BD Murena-M.

## Historia
Robotsystemet började utvecklas i september 1964. Målet var att konstruera en robot som kunde avfyras mot mål i USA från de relativt säkra farvattnen i Barents hav och Karahavet. Tidigare hade de robotbärande ubåtarna varit tvungna att passera Island och ta sig ut i Nordatlanten på sina patrulleringar.
De första provskjutningarna ägde rum i Svarta havet från den ombyggda testubåten K-118 1969–1971 och fortsatte senare i Vita havet från ubåten K-145 i mars 1971. Den femte roboten exploderade vid avfyringen och skadade ubåten så allvarligt att den blev liggande på varv till augusti 1972. I mars 1974 togs systemet i tjänst ombord på Murena-klassen.
1978 introducerades en moderniserad variant kallad R-29D med längre räckvidd och högre precision. Den baserades på de förlängda ubåtarna av Murena-M-klassen som kunde bära med sig 16 robotar mot de tidigare 12.
I början av 1990-talet började robotsystemet avvecklas och ersättas av R-29R och R-29RM Sjtil. De avvecklade robotarna användes i stället som bärraketer under namnet Vysota (ryska: Высота, ”höjd”).

## Konstruktion
Roboten är tillverkad i aluminium och drivs av flytande bränsle. För att få roboten så kort som möjligt är raketmotorerna placerade i en vertikal brunn i botten av bränsletankarna. Till skillnad från tidigare robotar tankas R-29 redan på fabriken och tillsluts sedan hermetiskt. Det minskar risken för olyckor förorsakade av läckande oxidationsmedel. R-29 var också den första sovjetiska roboten med en digital styrdator.